# Йын
Йын (луговомар. Йыҥ; Йоон, Керемет) — злой бог-демиург марийского пантеона.

## Описание
Младший брат и противник верховного бога и демиурга Кугу-Юмо. Согласно поздней легенде, Йын задержал разговором старейшину марийцев Бедоя, когда тот шёл к Кугу-Юмо, распределявшему религии среди народов Земли, за что Кугу-Юмо заставил марийцев поклоняться Йыну, что не является достоверным мифом. «Помогал» Кугу-Юмо создавать Вселенную. В марийской мифологии образ Йына получил сугубо негативную, демоническую окраску, под христианским влиянием, изначально Йын был равноценен с Кугу-Юмо. Однако очевидна близость Йына удмуртскому и горномарийскому Инмару, карело-финскому Ильмаринену и особенно коми-зырянскому Ену.
Местом обитания Йына считался нижний, подземный мир, где у него были свой дом и семья. Небо нижнего мира считалось сделанным из камня, а зажжённая поминальная свеча играла роль солнца. Но там — так же, как и на земле — росли травы, деревья. В одной быличке люди вырубили посвящённую Йыну рощу, и при постройке новой изгороди случайно задели заострённым колом дверь жилища Йына. Ночью Йын явился к нарушившему его покой главе рода и угрожал расправой в случае, если кол не вытащат.

## Этимология
Наименование "Йын" имеет древнее общефинно-угорское происхождение и, по мысли В. Петрухина, как и имя верховного бога коми Ена, восходит к древнему финно-угорскому обозначению воздуха, неба — Илма (*Ilma). Как в мифологиях других народов Поволжья, в том числе восточных славян, чаще всего он известен и упоминается в источниках под именем Керемета, а также Шайтана, Сатаны, Явыла, Удея и т. д. Имя Керемет — марийское и удмуртское заимствование из булгарского (ср. чув. кирамат — «дух»). Булгары заимствовали это слово из арабского («чудо»). У самого слова — общее происхождение со словом           "Кереметь".

## Местообитание
В сказке луговых мари говорится о том, что Йын живёт в деревне, до которой идти три года. У Йына восемнадцать домов, в которых живёт он сам и его двенадцать дочерей. Йын приветствует нарушение любых общепринятых норм поведения. Чтобы понравиться ему, следует вести себя наиболее неподобающе: входя во двор, громко хлопать воротами, поднимаясь по лестнице, шуметь и топать ногами; приняв приглашение сесть за стол, отобрать у хозяина ложку и выхватить хлеб из рук; приготовив каравай, бросить его со словами: «На, жри, обжора!». Чтобы получить в жëны одну из дочерей Йына, герою сказки приходится выполнить ряд поручений. Йын пренебрегает договором и пытается съесть героя. Тогда тот оглушает будущего тестя трёхпудовым молотом. Йын задаёт жениху дочери очередную работу: объездить девятилетнего жеребца, на которого девять лет не надевали узды и сам превращается в жеребца, но герой, наученный невестой, бьёт её отца пудовым молотом, и , оседлав, садится верхом. Жеребец пытается взлететь в воздух, но наездник укрощает его ударами молота по голове. В конце концов, Йын соглашается выдать дочь замуж и предлагает жениху дочери вымыться в железной бане, рассчитывая на то, что он испечëтся там и его можно будет съесть. Жениху и девушке удаётся бежать. Йын преследует их. Тогда дочь Йына превращает жениха в озеро, а сама оборачивается ершом. Йын оборачивается щукой и гонится за дочерью, но безуспешно. В отчаянии он разрушает берега озера, а затем проклинает дочь и нежеланного зятя, чтобы им никогда не сдвинуться с места и провести весь век в таком виде (ср. близкий сюжет о сватовстве Ильмаринена к дочери Хийси, а также эстонскую легенду о демоническом Рогатом деде, главном враге Калевипоэга).

## Миф о Чёртовом озере
Согласно преданию о Чёртовом озере, когда-то Йын (Шайтан) жил среди людей, насылал на них болезни, разжигал вражду. Он был невидим и настолько силён, что с ним не отваживались бороться даже великаны нары. Зимой Йын замерзал, летом превращался в кровососущее насекомое (ср. сходные представления о божествах зла в мифологиях сибирских народов). Когда Йын сжёг священный лес, люди восстали против него. Однако коварный бог подстроил всё так, что люди стали убивать друг друга. От пролитых жёнами погибших мужей слёз образовалось глубокое озеро. После этого люди перестали почитать Йына, который спрятался на дне озера. Временами он даёт знать о себе, поднимая волны или с шумом выбрасывая воду. В некоторых местах[где?] сохранилось представление о том, что Йын приносит холод с севера. Когда прогоняют Йына, уходит и непогода. Считалось, что изгнанный Йын убегает в лес или прячется в отдельно стоящие деревья. В это время принято также гонять волков, поскольку считается, что Йын может обернуться волком.